# Folk
Folk is een muziekstijl gebaseerd op de oorspronkelijk van generatie op generatie overgedragen volkseigen of regionale volksmuziek, bestaande uit dansmuziek en verhalende liederen voor elke gemoedstoestand en gelegenheid, zoals liefde, blijdschap, verdriet, bruiloft, werk, overspel, ziekte, dood. 
Het genre kent daardoor zeer veel uiteenlopende verschijningsvormen, mede afhankelijk van waar ter wereld de muziek wordt gemaakt. In het Westen wordt er het vaakst de Noord-Amerikaanse en Engelse variant mee bedoeld. 
Belangrijk kenmerk van de muziek is het gebruik van traditionele muziekinstrumenten zoals viool, tin-whistle, banjo, accordeon of trekharmonica. Als muziekgenre is het in de jaren vijftig opgekomen, en floreerde het in de jaren zestig en zeventig tot heden. Artiesten binnen het (Engelse) genre zijn Bob Dylan, Woody Guthrie, Joan Baez en Iain Matthews.

## Folk in Nederland en Vlaanderen
In Vlaanderen wordt het genre vertegenwoordigd door bands als Wannes Raps en mensen zoals Bobbejaan Schoepen, Herman Dewit ('t Kliekske), De Kadullen, Walter De Buck, Hubert Boone (De Vlier, Brabants Volksorkest), Alfred Den Ouden en aanvankelijk partner Kristien Den Hollander en Wannes Van de Velde. Door deze volksmuzikanten worden ook wel opnieuw doedelzakken, draailieren en allerlei andere instrumenten gebouwd naar modellen uit het verleden.
Het genre doet in Nederland van zich spreken met groepen en solisten als Anois, Dommelvolk, Pater Moeskroen, Rapalje, Mallemoer, Tangarine, Blue Dew, Wolverlei, Kennèh en The Lasses.
Sommigen balanceren op de vage grens van folk en kleinkunst, zoals Willem Vermandere en Gerard van Maasakkers; en in een latere generatie Marc Hauman. Op diezelfde grens evolueren Dirk Van Esbroeck, De Vaganten en De Elegasten die eigen muziek maken bij bestaande gedichten. Amorroma speelt eigentijdse traditionele muziek/folk bij gedichten die door Jowan Merckx zelf, de oprichter van de groep Amorroma, geschreven zijn.
Een aantal van deze groepen breidt het mechanisme van het op eigentijdse wijze invullen van volksmuziek uit naar het Nederlandse taalgebied, en voegen daar oude muziekinstrumenten als hommel, doedelzak en draailier aan toe. Een belangrijke stimulans komt in de jaren zeventig van de groep Fungus, die zich laat inspireren door Britse folkrockgroepen zoals Fairport Convention. Eind jaren zeventig beleeft de Nederlandse folkrevival, die eind jaren zestig was ingezet, zijn voorlopige hoogtepunt met tal van festivals, waaronder het Rotterdam Folk Festival "Winterfolk in Dordrecht", openluchtfestival de Folkdag Moergestel, dat vier jaar op rij duizenden folkliefhebbers trok met een internationaal programma. Vervolgens zakt de revival voor lange tijd in, zeker vergeleken met Vlaanderen.
Ook daar is het genre in de jaren tachtig eerder marginaal, maar dankzij folkstages die eerst in Galmaarden en later in Gooik worden georganiseerd, groeit de interesse in de volksmuziek terug en veel jonge mensen voelen er zich opnieuw toe aangetrokken. In de jaren 90 begint de tweede folkrevival.
Het platenlabel Wild Boar Music wordt opgericht door Folkcorner Den Appel uit Asse, Erwin Libbrecht van Kadril neemt het later over. Door dit platenlabel wordt voor het eerst de Vlaamse folk op de nationale en internationale kaart geplaatst.
Het repertoire wordt fel uitgebreid door enerzijds nieuwe composities in de traditionele stijl en anderzijds door onderzoek van oude bronnen. Hubert Boone vindt een schat aan dansmuziek bij de laatste fanfare-balmuzikanten, en Walter De Buck brengt Karel Waeri en de sociale strijd van de 19e eeuw terug onder de aandacht. De Brusselse cafezanger Jan De Baets wordt gecoverd door 't Kliekske en door Wannes Van de Velde maar ook door Johan Verminnen; Wannes graaft ook in het repertoire van Frans Lamoen. En in de persoon van Dree Peremans actualiseert de VRT historische bronnen, in het project De liedboeken.
Hieruit volgt voor de folk een grote bloei met vaste waarden zoals de groep Kadril, Ashels en Fluxus en jongere groepen zoals, Ambrozijn, AedO, Laïs, Tref, Griff en vele andere groepen. In Nederland ontstond rond die tijd Wè-nun Henk. Livemuziek is echter erg belangrijk voor de folk. Het belang van programmatoren als 't Smiske (Asse), Muziekcentrum Dranouter (Dranouter) en Muziekclub 't Ey (Belsele) voor de nieuwe folkrevival is dan ook niet te onderschatten. Vroegere brandpunten van folkactiviteit in Vlaanderen waren onder andere Den Heksenketel in Antwerpen, tSleutelgat in Haren, De Zon in Dranouter.
De bloei van folk in Vlaanderen is ook te merken aan de vele folkfestivals (Na Fir Bolg, Folkfestival Ham, Labadoux, Brosella, Deerlycke Folkfestival, M'Eire Morough, Feestival/nu Gooikoorts en aan de vele concerten en dansbals die georganiseerd worden. In Vlaanderen is Dranouter nog steeds het grootste festival dat aandacht heeft voor folk. 
Daarnaast bestaat een nieuwer fenomeen: folkbals. Onder de naam Boombal worden deze sinds 2000 georganiseerd in Gent, oorspronkelijk door accordeonist Wim Claeys, en vandaar verspreidde het fenomeen zich over Vlaanderen, waar in veel steden maandelijks bals zijn. In 2010 is Folk in Limburg ontstaan. In Nederland worden ook folkbals georganiseerd, maar nog op kleinere schaal.
Recent zijn er ook veel jonge groepen ontstaan waaronder dr. Eugène, EmBRUN, Naragonia, Magister, Framed Folk, vooral rond de folkbals, en vaak gegroeid uit de cursussen en stages in Gooik.
In Nederland was Folkwoods het bekendste folkfestival, ieder tweede weekend van augustus. 
Enkele Nederlandse folkbands zijn:
- Anois
- Blue Dew
- CCC Inc.
- Celtann
- Chimera
- Colcannon
- Dommelvolk
- Fling
- Kennèh
- Mallemoer
- Pater Moeskroen
- Rapalje
- Rowwen Hèze
- Simon Keats
- Tangarine
- The Lasses
- Weary Business
- Wolverlei

## Psych folk
In Amerika ontstond in de jaren 60 van de 20e eeuw de psychedelische folk. Deze muziek is vooral experimenteel gericht en eclectisch van aard en vermengt folk met andere muziekgenres en vaak zijn de drums of percussie polyritmisch. Men spreekt ook wel van New Weird America als het om dit genre gaat, maar die benoeming is iets breder en bevat ook niet-folkbands.

## Verwante muzikale genres
Folk is als genre enigszins verwant aan singer-songwritermuziek, blues en country. Een belangrijk verschil is dat het vaak akoestisch wordt uitgevoerd, dus niet elektrisch versterkt.